# Setsuko Shimada
Setsuko Shimada (島田節子?, Shimada Setsuko; 14 agosto 1938) è un'ex nuotatrice giapponese, che ha partecipato alle Olimpiadi di Melbourne 1956, gareggiando nei 100m sl.

## Carriera
Fu selezionata per gareggiare anche nella Staffetta 4x100m sl, ma alla fine non vi fece parte.
Ai III Giochi asiatici, ha vinto 1 oro nella Staffetta 4×100m sl.